# Межа Роша
Межа́ Ро́ша — найменша відстань від планети, на якій може перебувати її супутник, зберігаючи цілісність під дією припливних сил.
Межа Роша визначається рівністю між різницею прискорення, що його зазнають від планети найближча та найдальша точки її супутника, та власною гравітацією супутника. Цю задачу небесної механіки розв'язав французький астроном та математик Едуард Альбер Рош. 
Таким чином він довів, що кільця Сатурна являють собою велику кількість невеликих частин, які обертаються незалежно.
Для супутника із нульовою міцністю (тіло у рідкому чи газоподібному стані або складене з окремих фрагментів, що утримуються лише гравітацією) вона визначається співвідношенням[джерело?]: {\displaystyle r_{r}\approx 2,44R_{p}{\sqrt[{3}]{\frac {{\rho }_{p}}{{\rho }_{c}}}}}, де
- ρс і ρp — середня густина відповідно супутника та планети
- Rp — радіус планети.

Для твердих тіл, здатних зберігати свою форму під дією зовнішніх сил, межа Роша майже вдвічі менша:
{\displaystyle r_{r}=R_{p}{\sqrt[{3}]{2{\frac {{\rho }_{p}}{{\rho }_{c}}}}}\approx 1,26R_{p}{\sqrt[{3}]{\frac {{\rho }_{p}}{{\rho }_{c}}}}}

## Наслідки
Загальновідомо, що рух небесних тіл на орбітах нижче межі Роша призводить до їх поступового руйнування. Вельми наочним підтвердженням цієї тези стала доля комети Шумейкерів—Леві 9, що наблизилася до Юпітера у липні 1992 року: припливними силами її було розірвано на 21 частину.
Однак більш суттєвим для планетології є обернений висновок: всередині межі Роша неможлива гравітаційна конденсація речовини з утворенням єдиного небесного тіла (супутника).

## Приклади
Усі більш-менш значні супутники планет Сонячної системи мають радіуси орбіт, що перевищують відповідну межу Роша.
| Центр  | Супутник  | Радіус орбіти / межа Роша | Радіус орбіти / межа Роша |
| Центр  | Супутник  | (твердий)                 | (рідкий)                  |
| ------ | --------- | ------------------------- | ------------------------- |
| Сонце  | Меркурій  | 104:1                     | 54:1                      |
| Земля  | Місяць    | 41:1                      | 21:1                      |
| Марс   | Фобос     | 172 %                     | 89 %                      |
| Марс   | Деймос    | 451 %                     | 234 %                     |
| Юпітер | Метіда    | ~186 %                    | ~94 %                     |
| Юпітер | Адрастея  | ~188 %                    | ~95 %                     |
| Юпітер | Амальтея  | 175 %                     | 88 %                      |
| Юпітер | Теба      | 254 %                     | 128 %                     |
| Сатурн | Пан       | 142 %                     | 70 %                      |
| Сатурн | Атлас     | 156 %                     | 78 %                      |
| Сатурн | Прометей  | 162 %                     | 80 %                      |
| Сатурн | Пандора   | 167 %                     | 83 %                      |
| Сатурн | Епіметей  | 200 %                     | 99 %                      |
| Сатурн | Янус      | 195 %                     | 97 %                      |
| Уран   | Корделія  | ~154 %                    | ~79 %                     |
| Уран   | Офелія    | ~166 %                    | ~86 %                     |
| Уран   | Б'янка    | ~183 %                    | ~94 %                     |
| Уран   | Крессида  | ~191 %                    | ~98 %                     |
| Уран   | Дездемона | ~194 %                    | ~100 %                    |
| Уран   | Джульєтта | ~199 %                    | ~102 %                    |
| Нептун | Наяда     | ~139 %                    | ~72 %                     |
| Нептун | Таласса   | ~145 %                    | ~75 %                     |
| Нептун | Деспіна   | ~152 %                    | ~78 %                     |
| Нептун | Галатея   | 153 %                     | 79 %                      |
| Нептун | Лариса    | ~218 %                    | ~113 %                    |
| Плутон | Харон     | 12.5:1                    | 6.5:1                     |